# Quận Fairfield, Connecticut
Quận Fairfield là một quận nằm ở góc tây nam của tiểu bang Connecticut, Hoa Kỳ. Dân số quận theo điều tra dân số năm 2000 là 882.567 người, nhưng một cuộc khảo sát năm 2008 đưa tổng số dân tại 895.030 người. Đây là quận đông dân nhất ở tiểu bang Connecticut, có bốn thành phố lớn nhất của tiểu bang. Tổng số dân số của Bridgeport (thứ nhất), Stamford (thứ 4), Norwalk (thứ 6) và Danbury (thứ 7) có dân số khoảng 420.000 người, gần một nửa dân số của quận.
Đây là một trong những quận có thu nhập cao nhất tại Hoa Kỳ, khiến cho Connecticut là một trong những bang giàu nhất ở Hoa Kỳ. Các thị trấn ở phía tây nam của quận nói chung được coi là đặc biệt thịnh vượng. Khu vực này được biết đến với tên gọi Gold Coast, và kéo dài từ Greenwich để Fairfield, mặc dù đôi khi có nghĩa bao gồm tất cả các thị trấn ven biển đến Stratford. Fairfield được xếp hạng 6 theo Cục phân tích kinh tế. Ngoài các cộng đồng giàu có, quận Fairfield cũng là nơi có các thành phố có thu nhập thấp và trung bình như Bridgeport, và Norwalk. Các cộng đồng khác có dân cư dày đặc hơn và nền kinh tế đa dạng hơn so với các khu vực giàu có của quận.